# Walter Ivantsoff
Walter Ivantsoff (* vor 1968) ist ein australischer Ichthyologe.
Er war von 1968 bis zu seiner Pensionierung im Jahr 2000 an der Macquarie University in Sydney angestellt und ist seitdem weiterhin als Senior Research Fellow tätig.
In den 1970er Jahren fertigte er seine Doktorarbeit an, die vom Direktor des Australian Museum betreut wurde. Ivantsoff nahm an Expeditionen des Museums teil, um in vielen Gebieten Australiens Fische zu sammeln.
Walter Ivantsoff beschäftigt sich wissenschaftlich hauptsächlich mit den Altweltlichen Ährenfischen (Atherinidae) und deren Systematik (Biologie), insbesondere den Blauaugen (Pseudomugilidae) und den Gattungen Hartköpfchen (Craterocephalus) und Iso sowie den Sulwesi-Regenbogenfischen (Telmatherinidae) und den eigentlichen Regenbogenfischen (Melanotaenidae). Er hat mehrere Fischarten wissenschaftlich beschrieben, oft gemeinsam mit den Ichthyologen Gerald R. Allen und L.E.L.M. Crowley.
Ihm zu Ehren wurde das Blauauge Pseudomugil ivantsoffi benannt.